# Наварра-и-Кастро, Луис Гонсалес-Торрес де
Луис Гонсалес-Торрес де Наварра-и-Кастро (умер в Гранаде 20 июля 1832 года) был испанским военным и аристократом, 6-м маркизом Камповерде. Сын Луиса Гонсалеса Торрес де Наварра-и-Мора, 5-го маркиза Кампо Верде, 4-го графа Санта-Гадея. Был женат на Марии Фаусте Альварес де лас Астуриас Богоркес-и-Перес-де-Баррадас. Был масоном.
Когда началась Пиренейская война, он был генерал-лейтенантом испанской армии. Победил Франсуа Ксавье де Шварца в битве при Манрезе. В 1811 году он был назначен генерал-капитаном Каталонии. Его штаб-квартира находилась в Таррагоне, где он был осаждён французскими войсками генерала Луи Габриэля Сюше. Он покинул город со своим полком в поисках подкрепления, но, несмотря на победу над авангардом, который хотел занять Вальс, не вернулся, и город был взят французами. Вскоре после этого он был отстранён от командования. В 1814 году он был заключен в тюрьму королём Фердинандом VII, и был выпущен на свободу только после победы восстания Рафаэля дель Риего в 1820 году. Он был генерал-капитаном Гранады до 1823 года, когда закончилось Либеральное трёхлетие. Умер в Гранаде в 1832 году. В городе есть улица, названная в его честь.